# Laura Harrier
Laura Harrier (Chicago, 28 marzo 1990) è un'attrice e modella statunitense.

## Biografia
Laura Harrier inizia la sua carriera come modella giovanissima, lavorando in campagne pubblicitarie per American Eagle, L'Oréal, Target, Macy's e Garnier, e apparendo in riviste come Cosmopolitan, Elle e Glamour. Nel 2013 entra nel cast della soap opera statunitense Una vita da vivere, dove ha interpretato il personaggio di Destiny Evans, sostituendo l'attrice Shenell Edmonds che aveva interpretato il personaggio tra il 2009 e il 2012.
Nel 2016 viene scelta come interprete di Liz, l'interesse amoroso di Peter Parker nel film Spider-Man: Homecoming, uscito nelle sale l'anno seguente. Nel 2018 recita nel ruolo di Patrice Dumas, la ragazza a capo del movimento studentesco nero di Colorado Springs, di cui si innamora il protagonista Ron Stallworth (interpretato da John David Washington), in BlacKkKlansman di Spike Lee. Nel 2020 interpreta Camille Washington nella serie originale Netflix di Ryan Murphy Hollywood.

## Filmografia

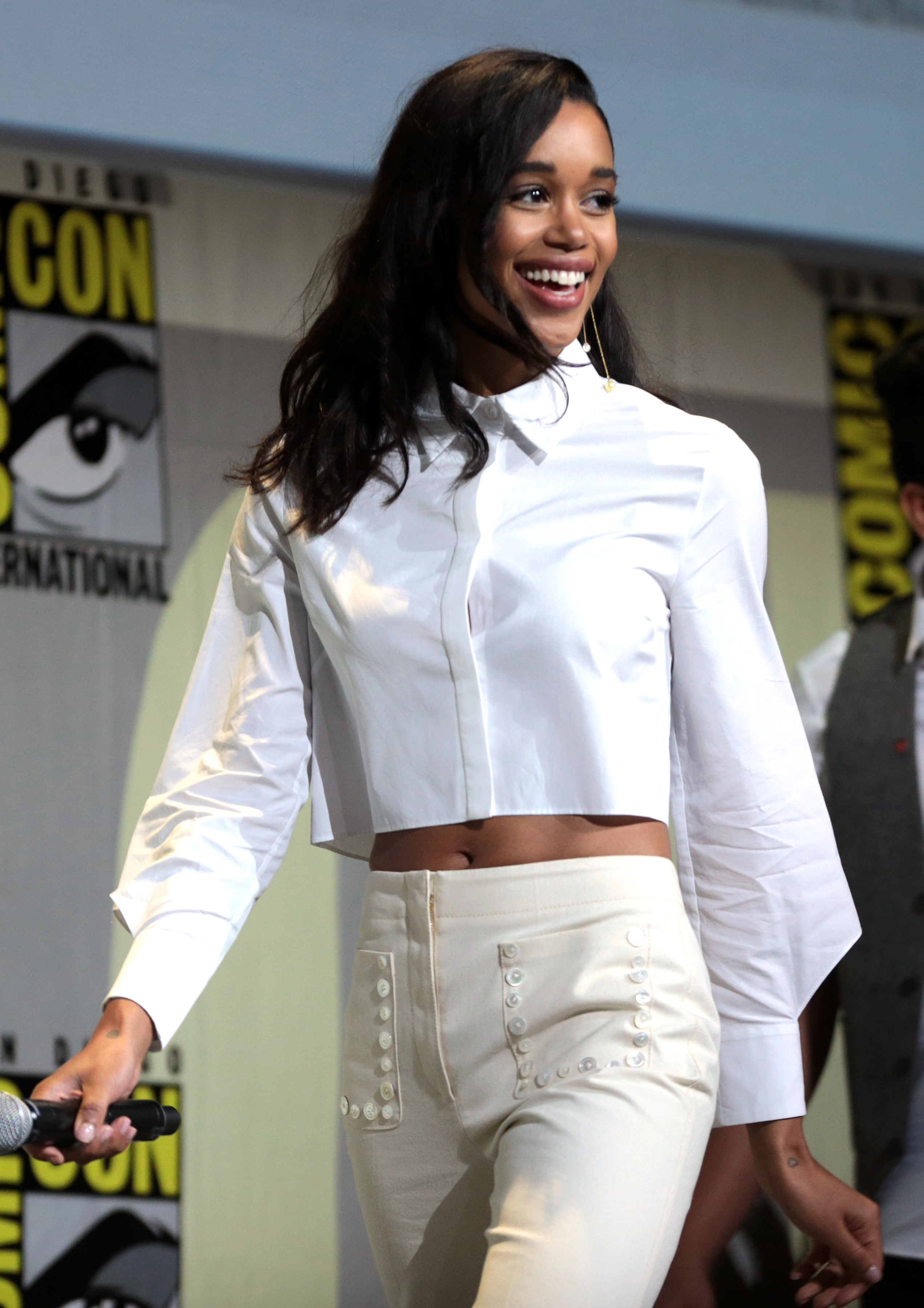
Laura Harrier al San Diego Comic-Con International nel 2016

### Cinema
- The Last Five Years, regia di Richard LaGravenese (2014)
- 4th Man Out, regia di Andrew Nackman (2015)
- Spider-Man: Homecoming, regia di Jon Watts (2017)
- BlacKkKlansman, regia di Spike Lee (2018)
- Balance, Not Symmetry, regia di Jamie Adams (2019)
- Il nido dello storno (The Starling), regia di Theodore Melfi (2021)
- White Men Can't Jump, regia di Calmatic (2023)
- Michael, regia di Antoine Fuqua (2026)

### Televisione
- Una vita da vivere (One Life to Live) – serial TV, 43 puntate (2013)
- Unforgettable – serie TV, episodi 3x03-3x08 (2014)
- Galyntine, regia di Greg Nicotero – film TV (2014)
- Fahrenheit 451, regia di Ramin Bahrani – film TV (2018)
- Hollywood – miniserie TV, 7 episodi (2020)
- Calls – serie TV, episodio 1x04 (2021)
- Mike – miniserie TV, episodio 1x03 (2022)
- Doctor Odissey - serie TV (2024)

## Doppiatrici italiane
Nelle versioni in italiano delle opere in cui ha recitato, Laura Harrier è stata doppiata da:
- Rossa Caputo in Spider-Man: Homecoming
- Alessia Amendola in BlacKkKlansman
- Chiara Oliviero in Hollywood
- Erica Necci in White Men Can't Jump
- Giulia Catania in Doctor Odyssey